# امرایی
ایل امرائی یکی از ایلات ساکن در استان لرستان است.
امرائی بزرگ‌ترین ایل رومشکان و کوهدشت است که خان‌ها و حکام سرنوشت ساز منطقه بوده‌اند.
امرائی‌ها دو دسته هستند: ۱) امرائی ایلی که از ایل امرائی هستند ۲) امرائی دیوانی که لقبی بوده است که به افراد با لیاقت از سوی نظرعلی خان امرائی حاکم دولت طرهان داده شده است.

## پراکندگی
ایل امرائی ساکن شهرستان‌های رومشکان و کوهدشت هستند و مابقی در خرم‌آباد، دورود، جعفرآباد بروجرد، نورآباد، پلدختر، الشتر، چگنی، دره شهر، قزوین، نهاوند، ملایر، اندیمشک، دهلران و… پراکنده هستند.
البته قابل توجه است که جمعیتی چشمگیر بالغ بر ۳۰ الی ۴۰ هزار نفر از امرائی‌های تبعیدی در آذربایجان شرقی زندگی می‌کنند.
طوایف امرائی ایلی ساکن در رومشکان: چغابل، نظرعلیوند، رحمان، لالوند
1. دودمان کردی در چغابل
2. دودمان برزا شامل دو روستای موسی آبادعلیاو سفلی نظرعلیوند
3. دودمان خداداد در روستای مراد آباد نظرعلیوند
4. دودمان حسین‌آباد در روستای حسین‌آباد نظرعلیوند
5. دودمان رحمان در روستای رحمان آباد
6. دودمان لالوند در روستای لالوند
7. دودمان عالی در روستای عالی آباد نظرعلیوند

طوایف امرائی ایلی ساکن در کوهدشت: دودمان غضنفری در شهر کوهدشت و تعداد کمی از دودمان عالی در روستای دالاب حسینقلی
بقیه طوایف امرائی جزو طوایف امرائی دیوانی به‌شمار می‌روند.

## زبان
مردم ایل امرائی لر هستند و به زبان لری سخن می‌گویند

## جمعیت
بیشترین جمعیت شهرستان‌های رومشکان و کوهدشت را ایل امرائی تشکیل می‌دهد، و جمعیت کل ایل امرائی بالغ بر ۱۰۰ هزار نفر می‌باشد.